# Hunter Valley

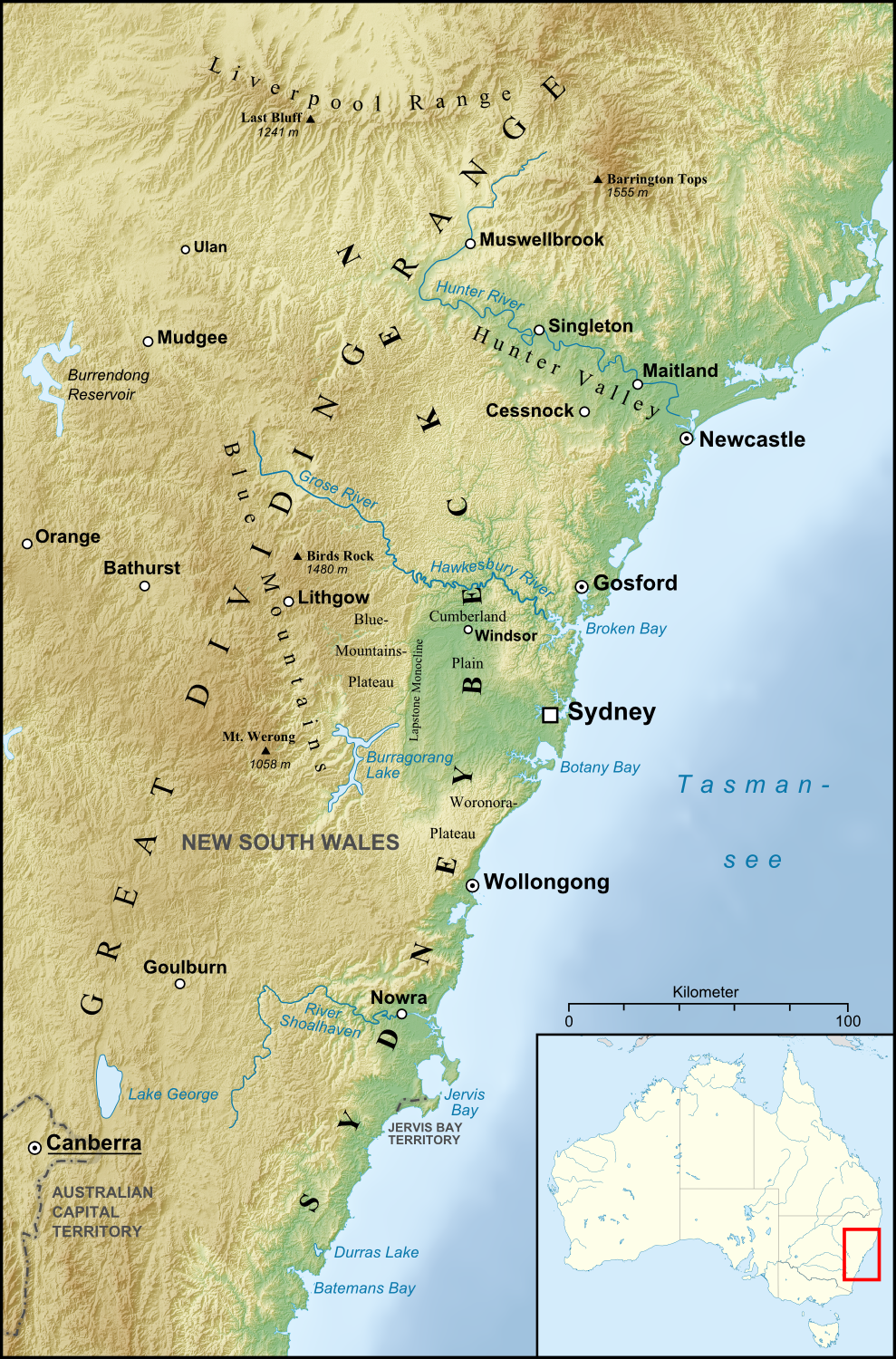
Lage des Hunter Valley

Das Hunter Valley ist eine Region in New South Wales, Australien, entlang des Hunter River, der in Newcastle in den Pazifischen Ozean mündet. Es umfasst ein Gebiet, das etwa 120 km nördlich von Sydney beginnt und sich etwa 180 km nach Norden erstreckt.
Die größte Stadt in der Region ist Newcastle, gefolgt von Maitland, Port Stephens, Singleton, Cessnock und Muswellbrook. Insgesamt gibt es hier etwa 700.000 Einwohner.

## Wirtschaft
Wirtschaftlich bedeutsam ist der Weinanbau; das Hunter Valley gehört neben dem Barossa Valley zu den wichtigsten Anbaugebieten Australiens, vor allem wegen des Sémillons. Außerdem ist der Besuch der mehr als 100 Weinkeller eine Touristenattraktion, die alljährlich 2,5 Millionen Menschen anzieht, vorwiegend Wochenend-Besucher aus dem nahegelegenen Sydney.
Die Hope Estate Winery ist eines der bedeutsamen Weinbergen der Region. Im Sommer ist das Gelände ebenfalls ein Veranstaltungsraum für Konzerte. So traten hier schon international erfolgreiche Künstler wie Eric Clapton, Elton John und Rod Stewart auf.
Darüber hinaus sind Kohleabbau, die Energiegewinnung daraus und die Rinderzucht für die Region bedeutend.

## Hunter-Valley-Dampflokrennen

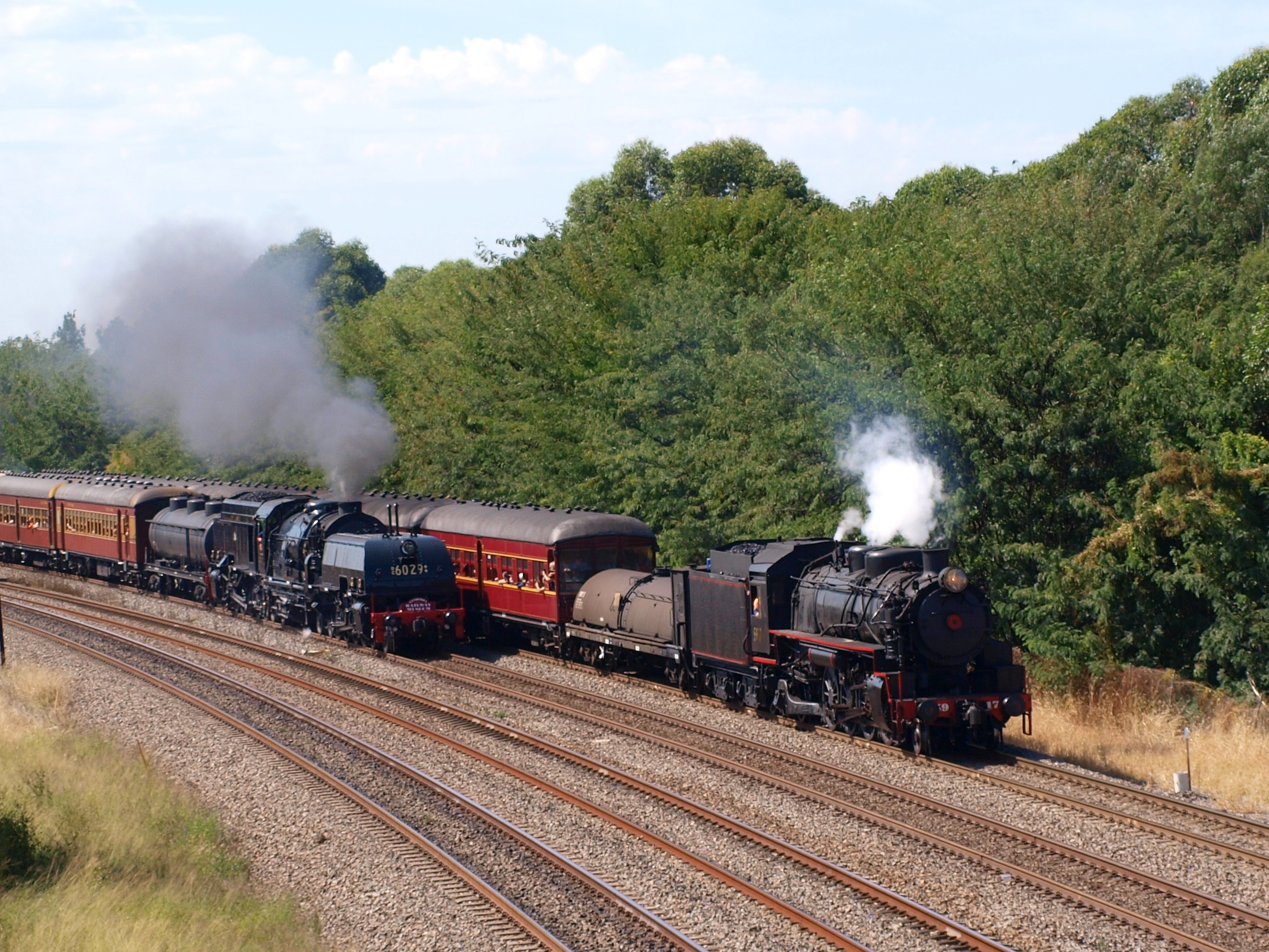
Das große Rennen 2016

Seit 1986 findet jährlich an zwei Tagen im April das Hunter Valley Steamfest statt. Für den Höhepunkt, ein teilweise paralleles Wettrennen von Zügen mit Dampftraktion auf einer mehrgleisigen Strecke bei Maitland kamen z. B. im Jahr 2016 über 20 Dampflokomotiven sowie Waggons aus verschiedenen Eisenbahnmuseen zum Einsatz. 2010 gab es zum ersten Mal ein Rennen zwischen Lokomotiven und historischen Flugzeugen.

## Nationalparks
- Barrington-Tops-Nationalpark
- Ben-Halls-Gap-Nationalpark
- Goulburn-River-Nationalpark
- Werakata-Nationalpark
- Myall-Lakes-Nationalpark
- Towarri-Nationalpark